# Кошмар (филм из 1896)
Кошмар (фр. Le cauchemar) је француски црно-бели неми хорор филм из 1896. године, редитеља Жоржа Мелијеса, који тумачи главну улогу. Поред њега у филму се појављује и Жехан Д'алси.
Филм је наведен под редним бројем 82. у каталогу Мелијесове издавачке куће Star Film Company, а постоје копије које су и до данас сачуване. Сниман је у Мелијесовој башти у Монтреју (Сена Сен Дени) са обојеном сценографијом.

## Радња
Човек заспива и има ноћну мору. У сан му прво долази жена која се претвара у минстрел извођача обојеног у црно. Затим се појављује Пјеро и човек на месецу који му гризе руку. На крају се човек буди уз олакшање јер је све био само сан.